# Werner Kowalski (Widerstandskämpfer)
Werner Kowalski (* 28. Dezember 1901 in Lüdenscheid; † 1. Juli 1943 in Bossy bei Frangy/Frankreich) war ein deutscher Politiker (KPD), kommunistischer Widerstandskämpfer gegen den Nationalsozialismus, politischer Publizist und Helfer für Verfolgte des Naziregimes.

## Leben
Kowalski besuchte die Volksschule und erlernte anschließend den Beruf des Buchbinders. Nach ihrer Gründung trat er in die Kommunistische Partei Deutschlands (KPD) ein und wurde mit ihrem Mandat im November 1929 zum Stadtverordneten von Lüdenscheid gewählt. Er übte diese Position bis zum Mai 1931 aus und zog für einige Monate nach Moskau, um an einem Lehrgang an der militärpolitischen Schule der Komintern teilzunehmen. Nach dem Lehrgang kehrte er nach Deutschland zurück, um die Parteitätigkeit fortzusetzen. Kowalski engagierte sich politisch gegen den aufkommenden Nationalsozialismus. Auch nach der Machtübertragung an die NSDAP 1933 setzte er den Widerstand illegal fort. Dabei wurde er im Zeitraum 1933/34 von der Gestapo in „Schutzhaft“ genommen. 1935 floh er zusammen mit seiner Ehefrau Charlotte geborene Gruterich und mit Tochter Helma nach Belgien. Tochter Helma wurde dort die deutsche Staatsbürgerschaft aberkannt. Von Belgien aus organisierte er Hilfen für Familien verfolgter Kommunisten. Insbesondere auf die Opfer der „Wuppertaler Gewerkschaftsprozesse“, bei denen 1935 mehr als 650 Personen angeklagt waren, deren Namen z. T. durch exzessive Folterung von Gefangenen herausgepresst wurden, machte er die Weltöffentlichkeit aufmerksam. So schrieb er aufgrund gesammelter Bulletins und Flugblätter zahlreiche Zeitungsartikel, die in wichtigen Zeitungen Europas und Nordamerikas veröffentlicht wurden. Mit Berichten in The Times, im Daily Herald, in der Petit Parisien, im Populaire, im Peuple, in der Basler Nationalzeitung, in der spanischen Politica, aber auch in Zeitungen der Niederlande, der Tschechoslowakei, Dänemarks, Schwedens und Norwegens wurde über die Prozesse berichtet und wurden dagegen Solidaritätsaktionen initiiert. In der Folge dieser Öffentlichkeitsarbeit wurden auch Protestbriefe und -erklärungen an die NS-Behörden gerichtet. Als im Oktober 1935 durch die sogenannte Brüsseler Konferenz der KPD die Beschlüsse der 7. Komintern-Tagung aktualisiert wurden, gehörte auch Werner Kowalski zu den Delegierten. Aufgrund innerparteilicher Auseinandersetzungen wurde Kowalski 1938 aus der KPD ausgeschlossen. Er floh nach Frankreich, wurde dort gefasst und inhaftiert, ihm gelang jedoch die Flucht. Bei dieser Flucht wurde er von der Gestapo, nach anderer Darstellung von einem SS-Kommando erschossen. Seine Ehefrau Charlotte und ihre Tochter lebten von 1936 bis 1942 weiter als Emigranten. Nach ihrer Rückkehr nach Deutschland wurden sie als Verfolgte des Naziregimes (VdN) anerkannt.

## Gedenken
Am 15. September 2018 wurden für Werner und Charlotte Kowalski und ihre Tochter vor dem Haus Luisenstraße 21 in Lüdenscheid Stolpersteine verlegt.

## Forschungsarbeit
- Am 6. Juni 2007 wurde bei einer Feierstunde an Dietmar Simon, einen Forscher zur Biografie von Werner Kowalski, der Förderpreis für westfälische Landeskunde verliehen. Am Schluss hielt der Geehrte ein Referat zum Thema: „Lebenswege zwischen Provinz und Metropole. Biographische Entdeckungen in der Lüdenscheider Stadtgeschichte des 20. Jahrhunderts“. Dieser Vortrag über die Lebenswege von Werner Kowalski und andere Widerständler fand große Beachtung. Er wurde auch in den Lüdenscheider Geschichtsblättern veröffentlicht, die unter dem Titel Der Reidemeister erscheinen.[9]